# F3 britannica
Il campionato di F3 britannica è stato uno dei più antichi e prestigiosi campionati di Formula 3, insieme alla F3 Euro Series. Il campionato britannico è sempre stato considerato un passaggio quasi obbligato verso la Formula 1, dal momento che molte scuderie della serie maggiore hanno sede in Gran Bretagna e i giovani piloti possono così essere osservati con maggiore facilità.
Il primo campionato di Formula 3, tenutosi nel Regno Unito nel 1951, è stato anche il primo campionato in assoluto di questa categoria dato che la Formula 3 nasce come serie nazionale britannica con motori da 500 cc. di derivazione motociclistica  e trasmissione a catena, infatti i motori più vincenti, agli inizi, furono quelli della Norton Motorcycle Company. Nel 1954 si era evoluto in una serie di livello nazionale ed era stato organizzato dal British Racing e Sport Car Club (BRSCC). La Formula Tre da 500 cc. fu la categoria promozionale più economica nel Regno Unito e in altri paesi fino al 1959, quando a livello internazionale fu adottata la Formula Junior, anche se nel Regno Unito la Formula 3 continuò a disputare campionati fino al 1961, in concorrenza con la Junior. In questo periodo, ci sono stati spesso due o tre campionati contemporaneamente, una serie unica nazionale non si era ancora consolidata. Nel 1964 la FIA sostituì la Formula Junior con una nuova Formula 3 con motori da 1000 cc. e ci sono stati due campionati F3 tenuti nel Regno Unito lo stesso anno. Questa non fu l'ultima occasione di due o più campionati F3 contemporanei: dal 1970 al 1973, ci sono stati tre serie regionali e ci furono normalmente due serie fino al 1978. Nel 1984, la serie ha adottato una classe B per i concorrenti con telai più datati, che ora è conosciuta come la National Class. A partire dal 2011 la National Class verrà rinominata Campionato Rookie. Nel 2011 la Formula Tre nel Regno Unito celebrerà il suo 60 ° anniversario.
Pur essendo un campionato nazionale, è comunque consentito l'accesso da parte di piloti stranieri; inoltre sono regolarmente presenti in campionato delle trasferte oltre Manica su tracciati utilizzati dalle serie maggiori.

## Albo d'oro
Albo d'oro 1951-2010 del sito web ufficiale F. 3 britannica
| Anno | Campionato    | Pilota               | Vettura- Motore              |
| ---- | ------------- | -------------------- | ---------------------------- |
| 1951 | Autosport     | Eric Brandon         | Cooper - Norton              |
| 1952 | Autosport     | Don Parker           | Kieft - Norton               |
| 1953 | Autosport     | Don Parker           | Kieft - Norton               |
| 1954 | BRSCC         | Les Leston           | Cooper - Norton              |
| 1955 | BRSCC         | Jim Russell          | Cooper - Norton              |
| 1955 | JAP           | Henry Taylor         | Cooper - JAP                 |
| 1956 | BRSCC         | Jim Russell          | Cooper - Norton              |
| 1957 | BRSCC         | Jim Russell          | Cooper - Norton              |
| 1958 | BRSCC         | Trevor Taylor        | Cooper - Norton              |
| 1959 | BRSCC         | Don Parker           | Cooper - Norton              |
| 1960 | BRSCC         | Jack Pitcher         | Cooper - Norton              |
| 1961 | BRSCC         | Mike Ledbrook        | Cooper - Norton              |
| 1964 | BRSCC         | Rodney Banting       | Lotus - BMC                  |
| 1964 | Express&Star  | Jackie Stewart       | Cooper - BMC                 |
| 1965 |               | Tony Dean            | Brabham - Ford               |
| 1965 |               | Roy Pike             | Brabham - Ford               |
| 1966 |               | Harry Stiller        | Brabham - Ford               |
| 1967 |               | Harry Stiller        | Brabham - Ford               |
| 1968 | Les Leston    | Harry Stiller        | Brabham - Ford               |
| 1968 | Lombank       | Tim Schenken         | Chevron/Titan/Brabham - Ford |
| 1969 |               | Emerson Fittipaldi   | Lotus - Ford                 |
| 1970 | Forward Trust | Carlos Pace          | Lotus - Ford                 |
| 1970 | Lombank       | Dave Walker          | Lotus - Ford                 |
| 1970 | Shell         | Tony Trimmer         | Brabham/Lotus - Ford         |
| 1971 | Forward Trust | Dave Walker          | Lotus - Ford                 |
| 1971 | Lombard       | Roger Williamson     | March - Ford                 |
| 1971 | Shell         | Dave Walker          | Lotus - Ford                 |
| 1972 | Forward Trust | Roger Williamson     | GRD - Ford                   |
| 1972 | Lombard       | Rikky von Opel       | Ensign - Ford                |
| 1972 | Shell         | Roger Williamson     | GRD - Ford                   |
| 1973 | Forward Trust | Ian Taylor           | March - Ford                 |
| 1973 | John Player   | Tony Brise           | March - Ford                 |
| 1973 | Lombard       | Tony Brise           | March - Ford                 |
| 1974 | Forward Trust | Brian Henton         | March - Ford/Toyota          |
| 1974 | Lombard       | Brian Henton         | March - Ford/Toyota          |
| 1975 |               | Gunnar Nilsson       | March - Toyota               |
| 1976 | BP            | Rupert Keegan        | March/Chevron - Toyota       |
| 1976 | Shellsport    | Bruno Giacomelli     | March - Toyota               |
| 1977 | BP            | Derek Daly           | Chevron - Toyota             |
| 1977 | Vandervell    | Stephen South        | March - Toyota               |
| 1978 | BP            | Nelson Piquet        | Ralt - Toyota                |
| 1978 | Vandervell    | Derek Warwick        | Ralt/March - Toyota          |
| 1979 |               | Chico Serra          | March - Toyota               |
| 1980 |               | Stefan Johansson     | March/Ralt - Toyota          |
| 1981 |               | Jonathan Palmer      | Ralt - Toyota                |
| 1982 |               | Tommy Byrne          | Ralt - Toyota                |
| 1983 |               | Ayrton Senna         | Ralt - Toyota                |
| 1984 |               | Johnny Dumfries      | Ralt - Volkswagen            |
| 1985 |               | Maurício Gugelmin    | Ralt - Volkswagen            |
| 1986 |               | Andy Wallace         | Reynard - Volkswagen         |
| 1987 |               | Johnny Herbert       | Reynard - Volkswagen         |
| 1988 |               | Jyrki Järvi Lehto    | Reynard - Toyota             |
| 1989 |               | David Brabham        | Ralt - Volkswagen            |
| 1990 |               | Mika Häkkinen        | Ralt - MugenHonda            |
| 1991 |               | Rubens Barrichello   | Ralt - MugenHonda            |
| 1992 |               | Gil de Ferran        | Reynard - MugenHonda         |
| 1993 |               | Kelvin Burt          | Dallara - MugenHonda         |
| 1994 |               | Jan Magnussen        | Dallara - MugenHonda         |
| 1995 |               | Olivier Gavin        | Dallara - Vauxhall           |
| 1996 |               | Ralph Firman         | Dallara - MugenHonda         |
| 1997 |               | Johnny Kane          | Dallara - MugenHonda         |
| 1998 |               | Mario Haberfeld      | Dallara - MugenHonda         |
| 1999 |               | Marc Hynes           | Dallara - MugenHonda         |
| 2000 | International | Antônio Pizzonia     | Dallara - MugenHonda         |
| 2000 | National      | Gary Paffett         | Dallara - Renault            |
| 2001 | International | Takuma Satō          | Dallara - MugenHonda         |
| 2001 | National      | Robbie Kerr          | Dallara - Renault            |
| 2002 | International | Robbie Kerr          | Dallara - MugenHonda         |
| 2002 | National      | Adam Carroll         | Dallara - MugenHonda         |
| 2003 | International | Alan van der Merwe   | Dallara - MugenHonda         |
| 2003 | National      | Ernesto Viso         | Dallara - MugenHonda         |
| 2004 | International | Nelson Angelo Piquet | Dallara - MugenHonda         |
| 2004 | National      | Ryan Lewis           | Dallara - MugenHonda         |
| 2005 | International | Álvaro Parente       | Dallara - MugenHonda         |
| 2005 | National      | Salvador Durán       | Dallara - MugenHonda         |
| 2006 | International | Mike Conway          | Dallara - Mercedes           |
| 2006 | National      | Rodolfo González     | Dallara - MugenHonda         |
| 2007 | International | Marko Asmer          | Dallara - Mercedes           |
| 2007 | National      | Sergio Pérez         | Dallara - MugenHonda         |
| 2008 | International | Jaime Alguersuari    | Dallara - Mercedes           |
| 2008 | National      | Jay Bridger          | Dallara - MugenHonda         |
| 2009 | International | Daniel Ricciardo     | Dallara - Volkswagen         |
| 2009 | National      | Daniel McKenzie      | Dallara - MugenHonda         |
| 2010 | International | Jean-Éric Vergne     | Dallara - Volkswagen         |
| 2010 | National      | Menasheh Idafar      | Dallara - MugenHonda         |
| 2011 | International | Felipe Nasr          | Dallara - Volkswagen         |
| 2011 | National      | Kotaro Sakurai       |                              |
| 2012 | International | Jack Harvey          | Dallara                      |
| 2012 | National      | Spike Goddard        |                              |
| 2013 | International | Jordan King          | Dallara-Volkswagen           |
| 2013 | National      | Sun Zheng            |                              |